# Егоров, Юрий Евгеньевич
Юрий Евгеньевич Егоров — советский дипломат. Чрезвычайный и полномочный посол СССР. Постоянный Представитель Украинской ССР в Отделении ООН и международных организациях в Женеве (1967—1972). Кандидат исторических наук.

## Биография
В 1966 году был Генеральным секретарем делегации УССР на очередной сессии Генеральной Ассамблеи ООН, которую возглавлял заместитель Председателя Совета Министров УССР Петр Тронько.
Работал начальником Отдела прессы Министерство иностранных дел Украинской ССР. С 1967 по 1972 гг. — Постоянный представитель УССР при Отделении ООН и других международных организациях в Женеве.
В 1972 году был уволен с должности постоянного представителя и вернулся в украинского МИД, где проработал там до самой пенсии, подготовив немало опытных дипломатов и консулов.
Как сообщает дипломат В. А. Лузин, причиной увольнения Юрия Егорова с поста стала ситуация, которая сложилась в результате поездки жены первого секретаря ЦК Компартии Украины Ираиды Шелест в Женеве. Руководитель советского представительства Зоя Миронова решила встретить Ираиду Шелест, как жену члена Политбюро ЦК КПСС, несмотря на статус жены первого секретаря ЦК Компартии Украины. Когда Петр Ефимович Шелест узнал, что руководитель украинского представительства в Женеве не принимал участия во встрече его жены, то немедленно его уволил.